# Jared Watts
Jared Watts (* 3. Februar 1992 in Statesville) ist ein US-amerikanischer Fußballspieler, der meist als Mittelfeldspieler eingesetzt wird. Er steht derzeit bei Houston Dynamo unter Vertrag.

## Karriere

### Vereinskarriere
Salinas wurde als 14. Pick in der zweiten Runde (33. insgesamt) des MLS SuperDraft 2014 von den Colorado Rapids gewählt. Nachdem er dort einen Profivertrag unterschrieben hatte, absolvierte er sein Pflichtspieldebüt am 29. März 2014 bei der 3:2-Niederlage gegen Sporting Kansas City. Sein erstes Tor in der Major League Soccer erzielte er am 11. Juli 2015 beim 1:3-Sieg gegen Real Salt Lake.

### Nationalmannschaft
Bei der U-17-Fußball-Weltmeisterschaft 2009 in Nigeria führte Watts das Team der USA als Kapitän bis ins Achtelfinale.